# Krieg der Tausend Tage
Der Tausendtagekrieg oder Krieg der Tausend Tage (spanisch: Guerra de los Mil Días) war ein Bürgerkrieg, der die Republik Kolumbien und ihre damalige Provinz Panama zwischen 1899 und 1902 verwüstete. In der heutigen Geschichtsschreibung wird der Konflikt meist als Auseinandersetzung zwischen der konservativen Partei Partido Conservador Colombiano und der liberalen Partei Partido Liberal Colombiano mit ihren verschiedenen Fraktionen betrachtet.
Die Konservativen behielten 1899 mittels gefälschter Wahlen die Macht. Die Situation wurde verschärft durch eine von international sinkenden Kaffeepreisen verursachte Wirtschaftskrise, von der hauptsächlich die Liberalen betroffen waren, die ihre Macht verloren hatten. Die Kaffeewirtschaft von Antioquia wurde enorm geschwächt. Daraufhin entbrannte der Krieg zwischen den Konservativen und den Liberalen.

## Politische und wirtschaftliche Voraussetzungen des Krieges

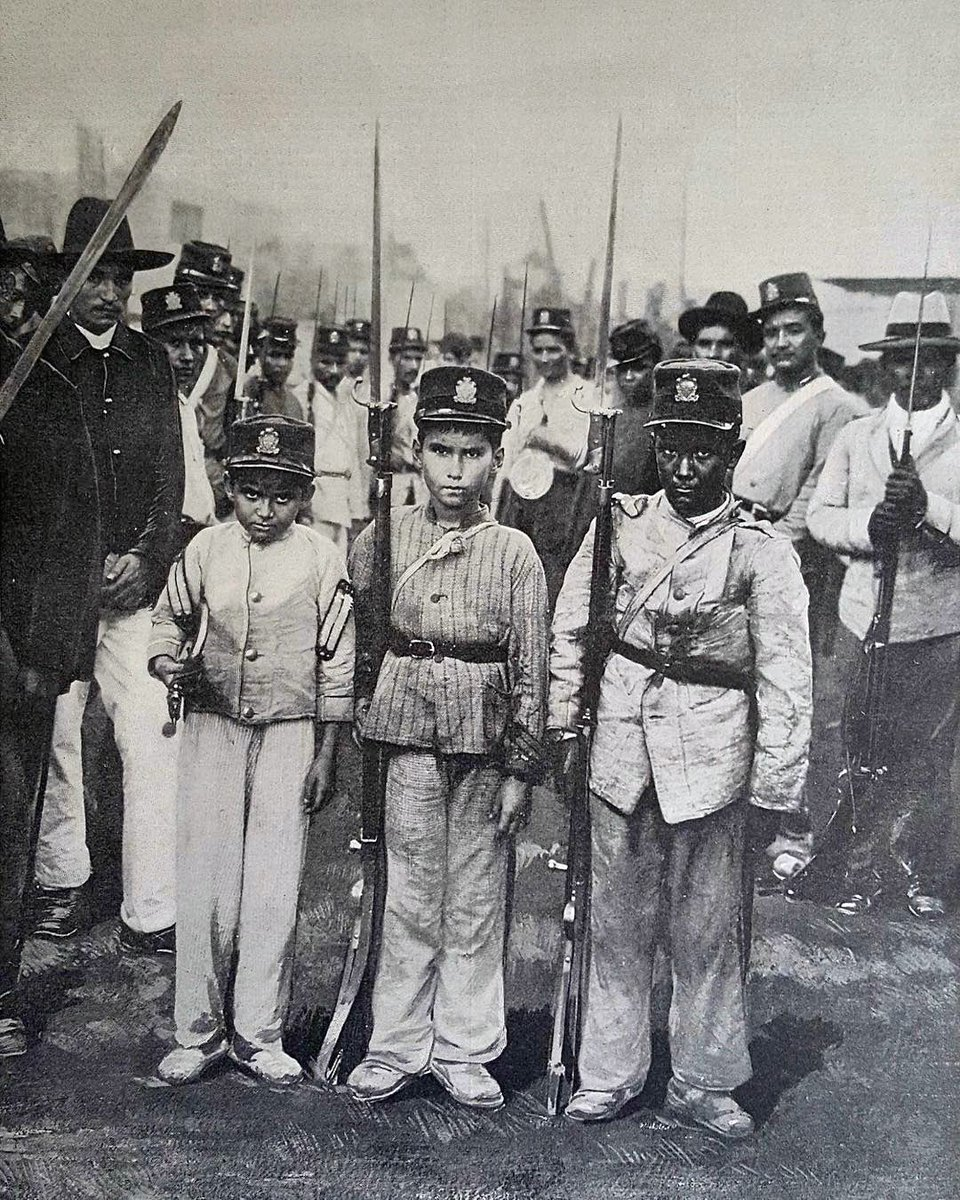
Soldaten der Liberalen, darunter auch Kindersoldaten (1899)

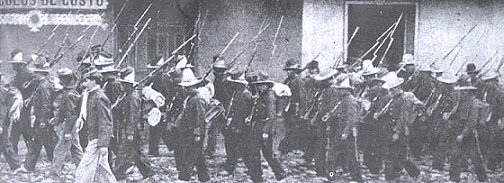
Soldaten der Konservativen

Im Jahr 1886 wurde die von einer liberalen Regierung erst 1863 verabschiedete föderative Verfassung zugunsten einer neuen zentralistischen Verfassung abgeschafft. Der konservative Staatspräsident Rafael Núñez (1884–1894) wollte damit den Einheitsstaat und die Vorherrschaft der katholischen Kirche insbesondere auf dem Gebiet der Erziehung und Bildung wiederherstellen. Die Liberalen in Kolumbien verstanden sich als Föderalisten, während die Konservativen einen zentralistischen Staat anstrebten. Darüber hinaus betrachteten die Liberalen die Macht der katholischen Kirche als Hindernis bei der Modernisierung des Landes, während die Konservativen in ihr den Garant der moralischen Ordnung sahen.
Die Verfassungsänderung 1886 verschärfte den politischen Konflikt zwischen dem Zentralregime und den Provinzen.
Zwischen Liberalen und Konservativen entbrannte ein ausgedehnter Kampf um die Kontrolle über das Land. Hinzu kam die Schwäche des alten Präsidenten Manuel Antonio Sanclemente, der zu krank war um zu regieren. Es kam zu Aufständen gegen ihn und die prekäre wirtschaftliche Situation, die durch das extreme und chronische Defizit drohte.

## Der liberale Aufstand zu Beginn des Krieges
Der genaue Beginn des Bürgerkrieges ist umstritten. Meist wird er auf den 20. Oktober 1899 oder den Jahreswechsel 1900 datiert. Die Rebellion begann in Socorro und erwartete militärische Unterstützung aus Venezuela.
Die konservative Regierung entsandte Truppen nach Bucaramanga. Mit der Zeit dehnte sich der Krieg auf das ganze Land aus.

## Die Schlachten von Peralonso und Palonegro
Die erste Niederlage erlitt die liberale Seite wenige Tage nach Beginn des Krieges mit der Schlacht am Río Magdalena am 24. Oktober 1899. Die Konservativen spalteten sich in Históricos und Nacionales. Die Ersteren erreichten den Sturz des Präsidenten Sanclemente, um ihn durch seinen Nachfolger José Manuel Marroquín zu ersetzen. Die Liberalen benannten ihrerseits Gabriel Vargas Santos zum Präsidenten des Landes.
Mit dem Fortgang und der Eskalation des Krieges war es keiner der beiden Parteien möglich, einen Sieg zu erreichen.
Ohne Zweifel brachten die Schlachten von Peralonso und von Palonegro (Santander) den Höhepunkt der Schäden, die der Krieg zurückließ. Mit der Schlacht von Peralonso erreichten die Liberalen unter Rafael Uribe Uribe ihren letzten Sieg. In der Schlacht von Palonegro siegten die Konservativen.

## Das Ende des Krieges
Mit Palonegro wendete sich der Krieg bedeutend für die Parteien. Die Liberalen mussten sich trotz ihres anfänglichen Sieges mit der dürftigen Unterstützung aus anderen Ländern abfinden. Die liberale Partei spaltete sich in Pacifistas und Belicistas. Die Konservativen Nacionales versammelten sich im heutigen Panama und an der Karibikküste.
Mit dieser Entscheidung vermieden sie die Internationalisierung des Krieges, mit dem sich Venezuela durch seinen Präsidenten Cipriano Castro, der Uribe Uribe bei seinem Kampf um die Macht unterstützte, zu einem offenen Konflikt provoziert sähe. Marroquíns Truppen schafften es, die venezolanische Hilfe für die Liberalen am 29. Juli 1901 abzuschneiden, die durch den konservativen General Juan B. Tovar besiegt wurden. General Uribe Uribe sah sich daraufhin verpflichtet sich zu ergeben, wenn auch unter Bedingungen.

## Die Friedensverträge

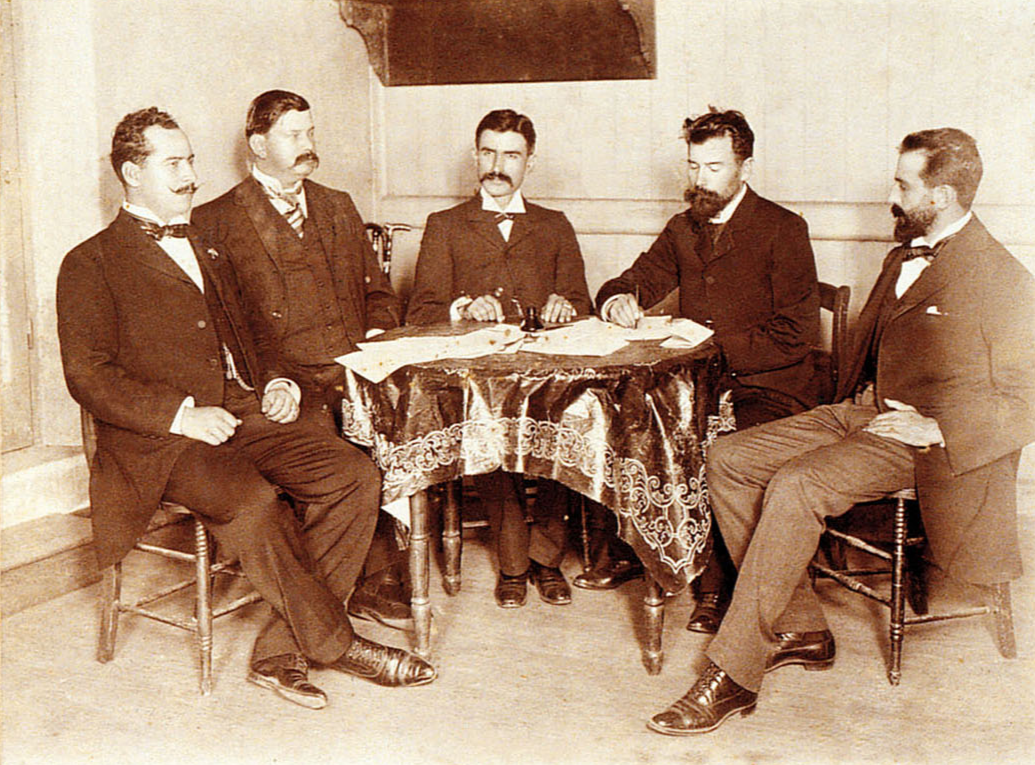
Unterzeichnung des Friedensvertrages auf der USS Wisconsin

Die Friedensverträge wurden auf der Hacienda Neerlandia am 24. Oktober 1902 unterzeichnet, obwohl die Kämpfe in Panama seit dem Jahresende 1901 zwischen den Schiffen Almirante Padilla (auf liberaler Seite) und Lautaro (ursprünglich chilenisches Eigentum, von den Konservativen beschlagnahmt) bis in den November des Jahres 1902 fortdauerten.
Später kam die konstante Bedrohung durch die US Navy, die von Präsident Theodore Roosevelt entsandt wurde, um die zukünftigen Interessen am Bau des Panamakanals zu schützen. Die Liberalen unter dem Befehl von General Benjamín Herrera sahen sich daraufhin gezwungen, die Waffen niederzulegen.
Die definitive Friedensvertragsunterzeichnung fand auf dem US-Schlachtschiff USS Wisconsin am 21. November 1902 statt, bei dem auf der einen Seite General Lucas Caballero Barrera als Generalstabschef des vereinigten Heeres von Cauca und Panama zusammen mit Oberst Eusebio A. Morales, Finanzminister der Kriegsleitung von Cauca und Panama in Vertretung von General Benjamín Herrera und der Liberalen Partei und auf der anderen Seite General Víctor M. Salazar als Gouverneur der Provinz Panama zusammen mit General Alfredo Vázquez Cobo als Generalstabschef des konservativen Heeres an der Atlantikküste, der Pazifikküste und in Panama das Kriegsende unterzeichneten.

## Die Folgen des Krieges
Über 100.000 Menschen verloren im Krieg der Tausend Tage ihr Leben. 1903 wurde die Provinz Panama aus Sorge um die Nichtanerkennung von Auslandsschulden und die Interessen am Panamakanal auf US-amerikanischen Druck hin ein eigener Staat.
Mit Unterstützung der nach Kolumbien zurückgekehrten Jesuiten bildeten sich ab 1909 Gewerkschaften, die bald die dritte Kraft in den späteren blutigen Konflikten des Landes stellten.

## Literarische Rezeption
Dieser Bürgerkrieg bildet einen Teil des historischen Hintergrundes, vor dem der Literaturnobelpreisträger Gabriel García Márquez sein Epos Hundert Jahre Einsamkeit entfaltet.